# دايفد بايتون
دايفد بايتون (23 أكتوبر 1982 بأشدود في إسرائيل - ) هو لاعب كرة قدم إسرائيلي في مركز الهجوم. لعب مع نادي أسدود وHapoel Azor F.C. ‏ وBeitar Ramat Gan F.C. ‏ وHapoel Nahlat Yehuda F.C. ‏ وF.C. Shikun HaMizrah ‏ وHapoel Bik'at HaYarden F.C. ‏ وShikun Vatikim Ramat Gan F.C. ‏ وHapoel Ra'anana A.F.C. ‏ وHapoel Ashdod F.C. ‏ وMaccabi Jaffa F.C. ‏.